# Johann Gottlieb Bötticher
Johann Gottlieb Bötticher (* 1677 in Stargard in Hinterpommern; † Januar 1762 in Kopenhagen) war ein deutscher Mediziner.

## Leben
Bötticher, Sohn des Bürgermeisters der Stadt Falkenburg in der Pommerschen Schweiz in Hinterpommern, besuchte ab 1697 die Universität Frankfurt an der Oder und setzte später sein Studium der Medizin an den Universitäten Wittenberg, Leipzig, Jena, Kopenhagen und Rostock, wo er ab 1701 studierte, fort. Nachdem er eine Zeit lang in Helsingør als Arzt tätig gewesen war, wurde er 1705 an der Universität Kopenhagen mit einer Dissertation zum Thema De morbis malignis, imprimis de pestilentia promoviert. Nach der Promotion ließ er sich in Kopenhagen als Arzt nieder. 1711 beteiligte er sich an der Bekämpfung der Pest. In den Jahren 1713/1714 hielt er sich wahrscheinlich in Hamburg auf. Im Anschluss daran war er bis zu seinem Tod in Kopenhagen tätig. 1739 wurde Bötticher zum Mitglied der Deutschen Akademie der Naturforscher Leopoldina gewählt.

## Schriften (Auswahl)
- Dissertatio epistolica physiologico-medica de vera fluidissimi nervi seu nervosi existentia, 1721.

## Quelle
- Deutsche Biographische Enzyklopädie. 2. Ausgabe. Band 1, München 2005, S. 797.